# Бульвардье
«Бульвардье́» (фр. Boulevardier) — алкогольный коктейль на основе бурбона, сладкого вермута и Кампари. Его создание приписывают Эрскину Гвинну, писателю американского происхождения, который основал в Париже ежемесячный журнал под названием «Boulevardier», который выходил с 1927 по 1932 год. По другой версии — коктейль был создан не самим Гвинном, но для него. Впервые описан в книге «Barfies and Cocktails» Гарри Макэлона — владельца Harry’s New York Bar в Париже.

## Состав
«Бульвардье» похож на коктейль «Негрони», в нём есть два из трех его ингредиентов. Он отличается от «Негрони» использованием бурбона или ржаного виски в качестве основного компонента вместо джина. Рецепты варьируются пропорциями его компонентов. В первоначальном рецепте компоненты содержались в равной пропорции, сейчас существует разнообразие рецептов — некоторые требуют 1,5 части, а не 1 часть виски, или даже двойную часть бурбона на одну часть вермута и одну часть Кампари.
По одному из разновидностей рецепта бокал олд-фешн наполняют льдом, заливают бурбон, вермут и Кампари после чего коктейль аккуратно перемешивают. По другому рецепту — те же компоненты смешивают, а затем процеживают в коктейльный бокал.
Стандартным дополнением к напитку выступает цедра апельсина.